# Квадрига
Квадрига е колесница с впряг от 4 коня.
Квадригата е изобразявана като триумфален впряг на боговете още върху гръцките вази. Тя е използвана като състезателен впряг по време на древните олимпийски игри. По-късно е използвана и по време на Римската империя.
Всички по-съвременни представи за квадрига се базират на така наречената Труимфална квадрига – римски, елински, средновековни и по-съвременни скулптурни изображения, с които се увековечава триумфът от победата.

## Известни скулптурни квадриги

### Берлинска квадрига
Проектирана като символ на мира от Йохан Готфрид Шадов през 1793 г., Берлинската квадрига е поставена върху известната Бранденбургска врата в Берлин. Скулптурата е демонтирана и пренесена в Париж по нареждане на Наполеон през 1806 г., но през 1814 г. фелдмаршал Гебхард Леберехт фон Блюхер я връща обратно. Тогава маслинената клонка в ръката на Виктория е заменена с железен кръст. По време на Втората световна война статуята е повредена, след което е възстановена.

### На Уелингтънската арка, Лондон
Проектирана е от Ейдриан Джоунс през 1912 г. и е монтирана върху Уелингтънската арка в Хайд Парк, Лондон. Скулптурата изобразява момче, каращо квадрига, носещо в ръка символа на мира. Самата арка е изградена през периода 1826 – 1830 г. и през 1846 г. върху нея е поставена статуята на сър Артър Уелсли – първи херцог на Уелингтън и министър-председател на Великобритания.

### На Триумфалната арка, Париж
Поставена е на Триумфалната арка на площад „Карусел“ в Париж, издигната през периода 1806 – 1808 г. в чест на победите на Наполеон. Върху триумфалната арка са били поставени известните коне от катедралата Сан Марко във Венеция, докарани в Париж по нареждане на Наполеон, но през 1815 г. върнати обратно. Те са заместени от сегашната квадрига, проектирана от барон Франсоа Жосеф Босио по повод възстановяването на Бурбонската династия.

### На монумента на Виктор Емануел II, Рим
Самият монумент е построен между 1895 и 1911 г. в чест на първия крал на обединена Италия. Автор на проекта е Джузепе Сакони. Върху двете високи сгради са поставени две идентични квадриги с богинята Виктория. И до днес се приема, че монументът е признак на грандомански нрави и вкус.

### На Капитола, Сейнт Пол (Минесота)
Квадригата в Сейнт Пол е поставена над входа на Капитола на щата Минесота и е наречена Прогресът на щата. Скулптурата е изработена от Дениъл Френч и Едуард Потър от мед и стомана и е поставена на Капитола през 1906 г. Тъй като статуята не се намира върху триумфална арка, авторите влагат различно значение като символ – четирите коня представляват земята, въздуха, огъня и водата, а жената върху квадригата – индустрията и земеделието. Взети заедно в композиция – скулптурата е символ на цивилизацията. Основна реставрация е направена през 1994 – 1995 г.

### В Бруклин, Ню Йорк
Квадригата е поставена върху входната арка на Grand Army Plaza на Проспект Парк в Бруклин, Ню Йорк. Самата арка е изградена като триумфална през 1889 г. Пет години по-късно Фредерик Макмонис създава скулптурната група във възхвала на Съединените щати, тъй като жената, която управлява квадригата, е Лейди Кълъмбия – популярното име на Америка.

### Върху театрални сгради
Освен върху триумфални арки, дворци и административни сгради с национално значение, квадриги се поставят и върху някои други сгради, като най-популярни са оперните театри. Примери за това са:
- върху Болшой театър в Москва,
- върху Театр Виелки във Варшава.